# Lycium oxycarpum
Lycium oxycarpum ist eine Pflanzenart aus der Gattung der Bocksdorne (Lycium) in der Familie der Nachtschattengewächse (Solanaceae).

## Beschreibung
Lycium oxycarpum ist ein aufrechter, stark verzweigter Strauch, der Wuchshöhen von meist 0,9 bis 3 m, gelegentlich auch bis zu 5 m erreicht. Die Laubblätter sind schwach sukkulent und unbehaart. Sie erreichen eine Länge von 20 bis 30 mm und eine Breite von 3 bis 8 mm.
Die Blüten sind zwittrig und fünfzählig. Der Kelch ist röhren- bis trompetenförmig. Die Kelchröhre erreicht eine Länge von 3 bis 5 mm und ist mit 0,8 bis 1 mm langen Kelchzipfeln besetzt. Die Krone ist halbeiförmig und spreizend. Sie ist schmutzigweiß bis cremefarben oder grünlich-cremefarben gefärbt, die Lappen sind violett, die Adern purpurn gefärbt. Die Kronröhre wird 20 bis 24 mm lang, die Kronlappen werden 2 bis 3 mm lang. Die Basis der Staubfäden ist spärlich behaart.
Die Frucht ist eine rote oder orange-rote Beere, die meist langgestreckt elliptisch oder seltener eiförmig ist. Sie wird 5 bis 6 mm lang und 3 bis 5 mm breit.

## Vorkommen
Die Art ist auf dem Afrikanischen Kontinent verbreitet und kommt dort in Südafrika in den Provinzen Ostkap, Westkap und Nordkap vor.